# Dimitri Nance
Dimitri Othello Nance (Bedford, 18 febbraio 1988) è un ex giocatore di football americano statunitense che ha militato nel ruolo di running back. Dopo non essere stato selezionato nel Draft NFL 2010 firmò con gli Atlanta Falcons. Al college ha giocato a football ad Arizona State.

## Carriera professionistica

### Atlanta Falcons
Nance firmò in qualità di free agent non selezionato nel Draft NFL 2010 con gli Atlanta Falcons il 26 aprile 2010. In seguito fu tagliato e assunto nuovamente per unirsi alla squadra di allenamento.

### Green Bay Packers
Il 14 settembre 2010, Dimitri lasciò i Falcons dopo essere giunto a un accordo contrattuale coi Green Bay Packers. Con essi nella stagione 2010 scese in campo in dodici partite, nessuna delle quali come titolare, totalizzando 96 yard corse su 36 possessi e tre ricezioni per 30 yard complessive. Prima dell'inizio della stagione regolare 2011, il 3 settembre Nance fu tagliato dai Packers.

### Seconda volta coi Falcons
Dopo essere rimasto inattivo per tutta l'annata 2011, prima dell'inizio della nuova stagione, Nance firmò un nuovo contratto per tornare a giocare coi Falcons. Si ritirò a fine stagione.

## Palmarès
- Super Bowl : 1

Green Bay Packers: Super Bowl XLV
- National Football Conference Championship: 1

Green Bay Packers: 2010

## Statistiche
| Partite totali             | 12 |
| Partite totali da titolare | 0  |
| Yard su corsa              | 96 |
| Touchdown su corsa         | 0  |